# Joan Peña Morera
Joan Peña Morera (Barcelona, 1929) és un dirigent esportiu català.
Va participar en la fundació del Club Natació Montjuïc el 1944. Va ser vocal i vicepresident Junta Directiva de la Federació Catalana d'Halterofília fins que el 1977 va ocupar la presidència fins al 1990 i després dels Jocs Olímpics de 1992 va tornar a posar-se al capdavant de la federació, fins al 2000. Des de la seva arribada a la presidència va propiciar la construcció del Gimnàs-Escola d'Halterofília de Matadepera (1981), del Pavelló Municipal de Terrassa - Escola d'Halterofília, i la signatura del conveni d'ús compartit del Pavelló de l'Espanya Industrial de Barcelona. També va ser un gran promotor de l'halterofília infantil i juvenil, va instaurar el Disc de Ferro, la més alta distinció de la federació; el Trofeu Puigcorbé, guardó del Col·legi de Jutges; i el trofeu Ursus de promoció infantil, entre d'altres, i va propulsar igualment la creació dels clubs d'halterofília a Rubí i a Granollers. Al llarg de la seva trajectòria esportiva ha rebut entre d'altres, la Insígnia d'argent de Federació Internacional d'Halterofília, la Insígnia d'or del Club de Peses de Terrassa i la medalla Forjadors de la Història Esportiva de Catalunya el 2002.